# San Lazzaro di Savena
San Lazzaro di Savena är en ort och kommun i storstadsregionen Bologna, innan 2015 i provinsen Bologna, i regionen Emilia-Romagna i Italien. Kommunen hade 32 518 invånare (2018).